# Komplementarita (molekulární biologie)
V molekulární biologii komplementarita popisuje vztah mezi dvěma strukturami, z nichž každá následuje princip zámku a klíče. V přírodě je základním principem replikace a transkripce DNA komplementarita, protože jde o vlastnost sdílenou mezi dvěma sekvencemi DNA nebo RNA, takže když jsou vzájemně antiparalelně zarovnány, nukleotidové báze na každé pozici v sekvencích budou komplementární, podobně jako když se díváte do zrcadla a vidíte opak věcí. Toto komplementární párování bází umožňuje buňkám kopírovat informace z jedné generace do druhé a dokonce najít a opravit poškození informací uložených v sekvencích.
Stupeň komplementarity mezi dvěma řetězci nukleové kyseliny se může lišit, od úplné komplementarity (každý nukleotid je naproti svému protikladu) po žádnou komplementaritu (každý nukleotid není naproti svému protikladu) a určuje stabilitu sekvencí, které mají být pohromadě. Kromě toho jsou různé funkce opravy DNA, stejně jako regulační funkce, založeny na komplementaritě párů bází. V biotechnologii princip komplementarity párů bází umožňuje generování hybridů DNA mezi RNA a DNA a otevírá dveře moderním nástrojům, jako jsou knihovny cDNA . Zatímco většina komplementarity je pozorována mezi dvěma samostatnými řetězci DNA nebo RNA, je také možné, aby sekvence měla vnitřní komplementaritu, což vede k tomu, že se sekvence na sebe váže ve složené konfiguraci.